# واين كوفي
واين كوفي (بالإنجليزية: Wayne Coffey)‏ هو لاعب كرة قدم أمريكية أمريكي، ولد في 30 مايو 1964 في رانتول في الولايات المتحدة.

## وصلات خارجية
- واين كوفي على موقع مرجع كرة القدم المحترفة.كوم (الإنجليزية)
- واين كوفي على موقع JustSportsStats.com (الإنجليزية)